# ユディト

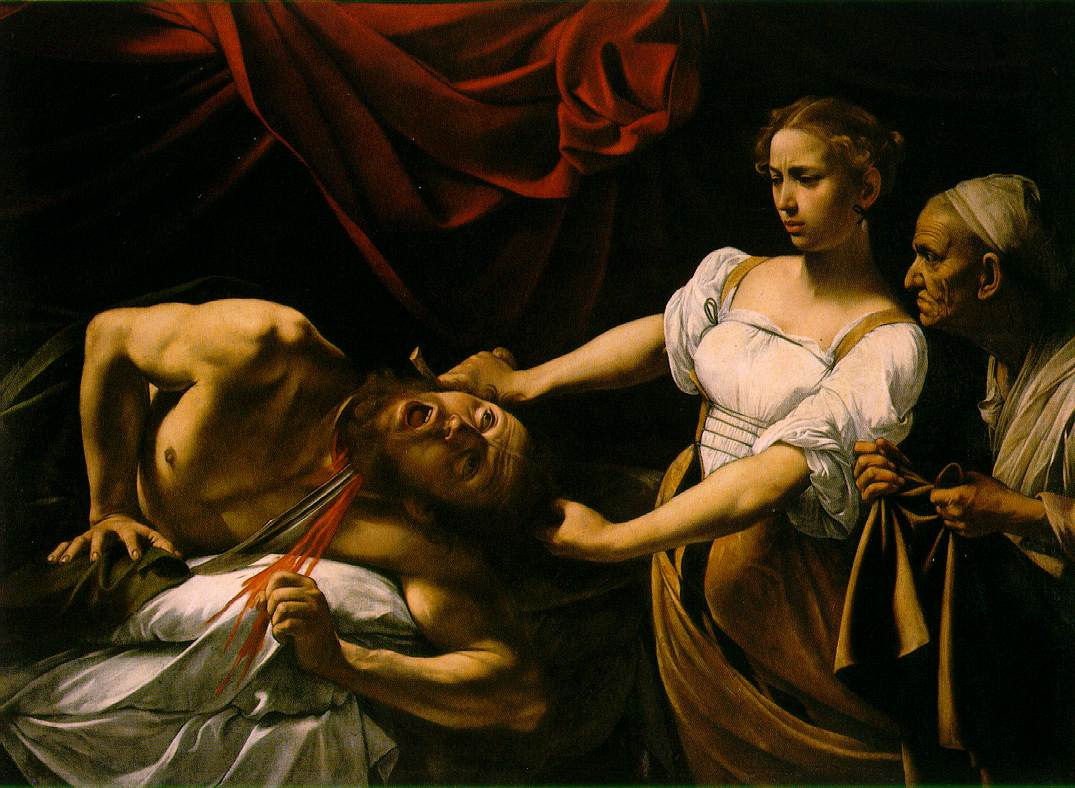
カラヴァッジオによる『ホロフェルネスの首を斬るユーディット』

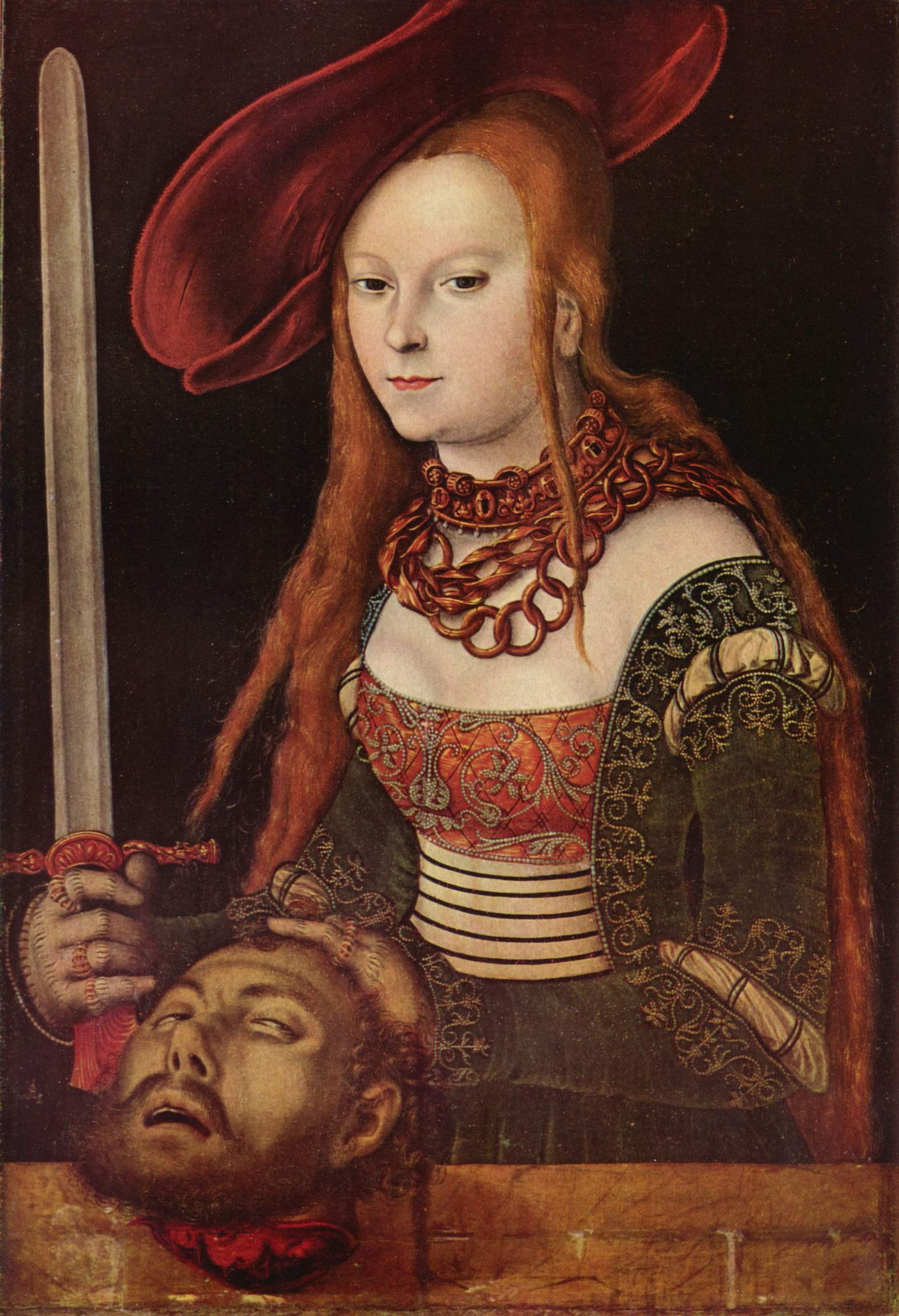
ルーカス・クラナッハ『ユディト』 (1530年) シュトゥットガルト州立美術館

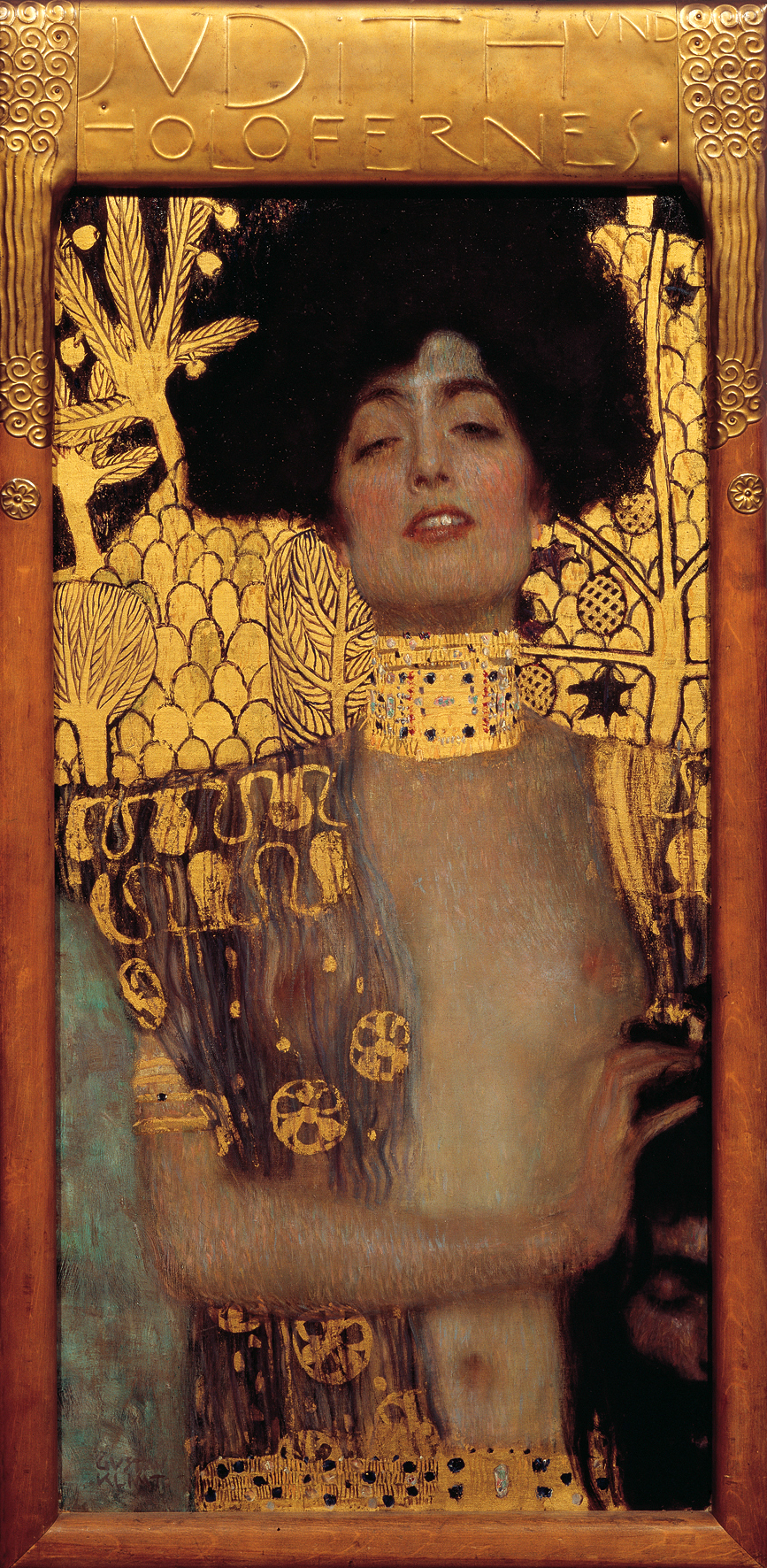
グスタフ・クリムト『ユディトI』1901年

ユディト（Judith）は、旧約聖書外典の1つである『ユディト記』に登場するユダヤ人女性。

## ユディトの物語
メラリの娘ユディトはマナセと結婚したが、夫を日射病で失って寡婦となった。彼女は美しく魅力的な女性で多くの財産を持っていたが、唯一の神に対して強い信仰を持っていたため、人々から尊敬されていた。
アッシリアの王ネブカドネツァルはメディア王との戦いにおいて自分に協力しなかった諸民族を攻撃するため、司令官ホロフェルネスを派遣する。ホロフェルネスは軍勢を率いてユダヤへやってくるとベトリアという町を囲んだ。水源を絶たれたため町の指導者オジアは降伏を決意するが、ベトリアに住んでいたユディトはオジアと民を励まし、神への信頼を訴える。
ユディトはそこである作戦をたてる。それはユディト自身が着飾ってホロフェルネスのもとに赴くというものだった。ユディトは神に祈って、ホロフェルネスのもとへ向かう。エルサレム進軍の道案内を申し出た美しいユディトをホロフェルネスは喜んで迎えた。ユディトは陣中で出される異邦人の食べ物を決して口にせず、4日待った。
4日目にホロフェルネスは酒宴にユディトを呼び出した。ホロフェルネスは泥酔し、やがて天幕のうちにユディトは眠るホロフェルネスと2人だけで残された。ユディトは眠っていたホロフェルネスの短剣をとって彼の首を切り落とした。
ユディトは侍女と共に、首を携えてベトリアの町へ戻り、事の次第を報告した。やがて、司令官殺害は包囲軍の知るところになり、激しい動揺を引き起こす。ユダヤ人はこの機会を逃さず、出撃し、敗走するアッシリア軍を打ち破った。
ユディトは105歳でなくなるまで、静かにベトリアの町で一人暮らした。

## 考察
『ユディト記』の内容には歴史的に正確でない箇所がみられる。まず、ネブカドネツァルは新バビロニア王国の王であってアッシリア王ではない。またベトリアという町もどこにあったのか特定することができていない。
なお「ユディト」のヘブライ語の読みは「イェフディト」になり、直訳すると「ユダの女」という意味になる。ただしユダ族やユダ王国関係者以外に『創世記』第26章34節に出てくるエサウの妻となったヘト人の女の名前もこれであり、紛らわしいためか『七十人訳聖書』ではヘト人の方を「ユーディン」と訳してある。

## 関連芸術作品
- 絵画
  - ボッティチェッリ：『ホロフェルネスの首を持つユーディット』
  - ルーカス・クラナッハ：『ホロフェルネスの首を持つユディト』
  - ジョルジョーネ：『ユディト』
  - カラヴァッジオ：『ホロフォルネスの首を斬るユーディット』
  - クリストファーノ・アローリ：『ホロフェルネスの首を持つユーディット』[1]
  - アルテミジア・ジェンティレスキ：『ホロフェルネスの首を斬るユディト』（カポディモンテ美術館所蔵）
  - アルテミジア・ジェンティレスキ：『ホロフェルネスの首を斬るユディト』（ウフィツィ美術館所蔵）
  - アルテミジア・ジェンティレスキ：『ユディトとその侍女』
  - フランシスコ・デ・ゴヤ：『ユーディットとホロフェルネス』
  - クリムト：『ユディトI（英語版）』『ユディトII』
- 音楽
  - ヴィヴァルディ：オラトリオ『勝利のユディータ』R.644
  - モーツァルト：オラトリオ『解放されたベトゥーリア』K.74c
  - オネゲル：オラトリオ『ユーディット』H.57A
  - レズニチェク：歌劇『ホロフェルネス』（1922年）
- 文学
  - ヘッベル：戯曲『ユーディット』
  - ジロドゥ：戯曲『ユディット』
- 映像作品
  - 映画『ベッスリアの女王』（1914年）